# Erreurs de jeunesse
Pour plus de détails, voir Fiche technique et Distribution.
Erreurs de jeunesse (russe : Ошибки юности, Oshibki yunosti) est un film dramatique soviétique réalisé en 1978 par Boris Froumine. Il a été projeté dans la section Un Certain Regard au Festival de Cannes 1989.

## Synopsis
La vie difficile de Dmitri Guryanov au sortir de son service militaire.

## Un film retardé
Critiqué pour son « réalisme critique », Froumine fut invité à quitter l'Union soviétique en 1979 et s'établit alors aux États-Unis ; il revient à Léningrad pour compléter son film en 1988.

## Fiche technique
- Réalisateur : Boris Froumine
- Scénaristes : Edward Topol et Boris Froumine[1]
- Production : Yuri Pugach et Yevgeny Volkov pour Lenfilm Studio[2]
- Musique : Viktor Lebedev[1]
- Photographie : Aleksei Gambaryan[1]
- Montage : Tamara Denisova[1]
- Décors : Yuri Pugatch[1]
- Date : 1978 ... 1988

## Distribution
- Nina Arkhipova - mère de Dmitri
- Nikolai Karachentsov
- Marina Neïolova - Polina
- Nikolai Penkov
- Natalia Varley - Zina
- Mikhail Vaskov - Burkov
- Stanislav Zhdanko - Dmitri Gurianov

## Source de la traduction
- (en) Cet article est partiellement ou en totalité issu de l’article de Wikipédia en anglais intitulé « Errors of Youth » (voir la liste des auteurs).